# Strafverteidiger (Liechtenstein)
Als Strafverteidiger (in Liechtenstein und Österreich überwiegend nur Verteidiger) wird im Fürstentum Liechtenstein eine Person verstanden, welche dem Beschuldigten in einem Strafverfahren unterstützend und beratend zur Seite steht (§ 24 Abs. 1 StPO). Der Strafverteidiger ist zugunsten des Beschuldigten zur Parteilichkeit berechtigt und verpflichtet.

## Stellung des Strafverteidigers
Im formellen Sinn kann nach § 24 Abs. 2 StPO eine jede eigenberechtigte Person „Verteidiger“ vor Gericht sein (mit Ausnahmen im Rechtsmittelverfahren und nach § 25 Abs. 1 und § 26 Abs. 2 StPO), sobald sie der Beschuldigte als Rechtsbeistand bevollmächtigt hat bzw. eine Person, die dem Beschuldigten nach den Bestimmungen dieses Gesetzes als Rechtsbeistand bestellt wurde (Verfahrenshilfe). Eine juristische Ausbildung ist zur Übernahme eines Auftrags als Strafverteidiger in Liechtenstein nicht erforderlich. Von der Liechtensteinischen Rechtsanwaltskammer werden auf Ersuchen des Gerichtes ausschliesslich eingetragene Rechtsanwälte als Verfahrenshilfeverteidiger benannt.
Der Verteidiger ist selbst Partei im Strafverfahren. Er ist nicht Teil des Gerichtes oder der Staatsanwaltschaft, sondern von diesen unabhängig. Er ist nicht an Weisungen durch das Gericht oder die Staatsanwaltschaft gebunden und kann umgekehrt auch keine Weisungen erteilen.
Sonderregelungen gelten im Bereich des Disziplinarrechtes.

## Wortbedeutung
Verteidiger im rechtswissenschaftlichen Sinn ist, wer für die Rechte des Beschuldigten in einem Verfahren eintritt und hierzu berufen ist, unabhängig davon ob er entgeltlich oder unentgeltlich tätig wird.
In früherer Zeit, je nach Funktion und welcher Stand vertreten wurde sowie vor welchem Gericht aufgetreten wurde, auch als: Advocat, Beystand, Fürsprech, Fürsprach, Gewaltführer, Gewalthaber, Gewaltträger, Gerhab, Gerhaber, Gevollmächtigter, Mandatarius, Procurator, Rechtsfinder, Sachwalter, Sachführer, Spruchsprecher, Syndicus, Vorsprecher, Widersprecher, bezeichnet oder einfach nur Vertreter genannt.

## Rechte des Verteidigers
Um seine Aufgabe gegenüber dem Beschuldigten ausreichend wahrnehmen zu können, hat der Verteidiger besondere, nur ihm zustehende Rechte (Beispiele):
- er darf den Beschuldigten / Angeklagten in jedem Verfahrensstadium beraten (jedoch mit Einschränkungen bei der Einvernahme des Beschuldigten selbst in der Hauptverhandlung);
- er darf zugunsten des Beschuldigten eigene Ermittlungen durchführen;
- er hat ein Recht auf Akteneinsicht;
- er hat ein Recht auf Anwesenheit bei Durchsuchungen oder einem Lokalaugenschein;
- er hat in Liechtenstein nur eingeschränkt ein Recht auf Anwesenheit bei der Beschuldigtenvernehmung (§§ 69 Abs. 2, 115a, 147 Abs. 3);[6];
- er hat verschiedene Antragsrechte;
- er darf mit dem verhafteten Beschuldigten in der Regel ohne Überwachung sprechen und Briefe wechseln;
- er darf Angehörige ersuchen, von ihrem Entschlagungsrecht Gebrauch zu machen;
- er hat in der Hauptverhandlung das Recht auf Anwesenheit, Anträge und Fragen zu stellen und das Recht auf den Schlussvortrag;

### Aussageverweigerungsrecht
Nach § 108 Abs. 1 Zif. 2 StPO sind Strafverteidiger zur Verweigerung der Aussage berechtigt über das, was ihnen in dieser Eigenschaft bekannt geworden ist. Dieses Recht darf bei sonstiger Nichtigkeit nicht umgangen werden (also auch keine Vernehmung der Hilfskräfte etc. Siehe auch Art 15 Abs. 2 RAG).

## Notverteidiger
Wählt der Beschuldigte keinen Verteidiger oder dessen gesetzlicher Vertreter, so muss unter Umständen das Gericht ihm einen Verteidiger beigeben (Notverteidiger = Notwendiger Verteidiger). Dabei wird gemäss § 27 Abs. 1 StPO vom Gericht in der Regel ein Rechtsanwalt bestellt. Das Gericht kann aber auch, soweit nicht zwingend ein Rechtsanwalt zum Verteidiger bestellt werden muss, einen beim Landgericht tätigen Rechtspraktikanten (Konzipienten) mit abgeschlossenem Rechtsstudium zum Verteidiger bestellen.

## Gemeinschaftlicher Verteidiger
Mehreren gleichzeitig Beschuldigten bzw. Angeklagten kann nach § 27 Abs. 2 StPO ein gemeinschaftlicher Verteidiger beigegeben werden. Diesem bleibt es jedoch frei, in dem Falle, „dass er nach Einsicht der Akten und nach genommener Rücksprache mit den von ihm zu vertretenden Beschuldigten die Verteidigung in der vom Gerichte bestimmten Weise nicht angemessen findet, eine grössere Zahl von Verteidigern oder eine andere Verteilung der Aufgaben in Antrag zu bringen.“

## Wahlverteidiger
Jeder Beschuldigte bzw. Angeklagte steht es frei, einen Verteidiger seiner Wahl zu bestellen (§ 24 Abs. 1 erster Satz StPO). Der Wahlverteidiger kann dieses Amt übernehmen, muss aber nicht. Übernimmt er dieses Amt, hat er es Lege artis zu erfüllen und haftet für die Nicht- oder Schlechterfüllung. Nach § 29 Abs. 1 StPO kann der Beschuldigte „die Verteidigung von dem durch ihn selbst gewählten Verteidiger jederzeit auf einen anderen übertragen. Auch der Auftrag des von Amts wegen bestellten Verteidigers erlischt, sobald der Beschuldigte einen anderen Verteidiger bestellt. Doch darf in solchen Fällen durch den Wechsel in der Person des Verteidigers das Verfahren nicht aufgehalten werden.“
Die Bestellung eines Wahlverteidigers löst den bestellten Pflichtverteidiger immer zwingend ab.

## Verteidiger als Zustellbevollmächtigter
Der Strafverteidiger ist automatisch auch Zustellbevollmächtigter, soweit im Gesetz nicht etwas anderes bestimmt ist. Die Ladung zur Schlussverhandlung in erster Instanz, das Abwesenheitsurteil sowie Verständigungen und Mitteilungen nach den §§ 22c Abs. 4, 22d Abs. 1 und 4 sowie 22f Abs. 1 und 3 StPO sind dem Angeklagten oder Beschuldigten jedoch immer selbst und zu eigenen Handen zuzustellen (§ 37 Abs. 4 StPO).

## Machthaber
Vom Verteidiger ist der Machthaber grundsätzlich zu unterscheiden. Gemäss § 325 Abs. 3 StPO kann sich ein Beschuldigte, der nicht verhaftet ist, wenn er nicht persönlich vor dem Landgericht erscheinen will, bei der Verhandlung durch einen Verteidiger als Machthaber vertreten lassen. Dem Gericht steht es jedoch auch in diesem Fall zu, den Beschuldigten unter Androhung der vorgesehenen Zwangsfolgen zum persönlichen Erscheinen aufzufordern. Lässt sich der Beschuldigte durch einen Machthaber vertreten, so kommt diesem in der Hauptverhandlung die Stellung des Beschuldigten.